# Ponzio III di Empúries
Ponzio, o Ponce o Ponç (... – 1200 circa), è stato un nobile franco, conte di Empúries, dal 1173 sino alla morte.

## Origine
Secondo il documento n° 13 del El cartoral de Santa Maria de Roses (segles X-XIII) (non consultato) era il figlio primogenito del conte di Empúries, Ugo III e di sua moglie, la signora di Alcolea, Jusiana di Entenza( † dopo il 1192), figlia del signore di Alcolea, Bernardo di Entenza e di sua moglie, Gersenda de Pallars.

Ugo III di Empúries era il figlio primogenito del conte di Empúries, Ponzio II e di Brunisenda o Brunesilda di Aragona (come risulta sia dal documento n° 13 del El cartoral de Santa Maria de Roses (segles X-XIII) di una donazione del 7 dicembre 1167, (non consultato), che dal documento n° 65 della Colleció diplomàtica de Sant Daniel de Girona (924-1300) di una donazione in suffragio di Ponzio del 20 aprile 1173, (non consultato)) ( † dopo il 18 gennaio 1175), di cui non si conoscono gli ascendenti.

## Biografia
Di Ponzio III si hanno scarse notizie.
Il 7 dicembre 1167, secondo il documento n° 13 del El cartoral de Santa Maria de Roses (segles X-XIII) (non consultato), Ponzio viene citato come partecipe di una donazione in favore del monastero di Santa Maria des Roses da suo padre, Ugo III, assieme alla madre (la nonna di Ponzio), Brunisenda, alla moglie (la mamma di Ponzio), Jusiana, ed al fratello (lo zio di Ponzio), anche lui di nome Ponzio.
L'11 novembre 1170, secondo il documento n° 389 del Diplomatari de Santa Maria de Poblet Tomo I 960-1177 (non consultato), Ponzio assieme alla madre, Jusiana, controfirmarono il documento di donazione fatta al Monastero di Santa Maria di Poblet, da suo padre, Ugo III.
Il 20 aprile 1173, secondo il documento n° 65 della Colleció diplomàtica de Sant Daniel de Girona (924-1300) (non consultato), Ponzio assieme alla madre, Jusiana e allo zio, anche lui di nome Ponzio controfirmarono il documento di donazione fatta al monastero di San Daniele, da sua nonna, Brunisenda, in suffragio dell'anima del marito, Ponzio II.
Alla morte di suo padre, Ugo III, che, secondo il Chronicon alterum Rivipullense, Apendice al Viage Literario a las Iglesias de Espana, Tome V, avvenne, nel 1173, Ponzio gli succedette come Ponzio III, conte di Empuries,
Il 25 maggio 1174, secondo il documento n° 495 del Diplomatari de Santa Maria de Poblet Tomo I 960-1177 (non consultato), Ponzio III assieme alla madre, Jusiana, fecero una donazione al Monastero di Santa Maria di Poblet, in suffragio dell'anima del rispettivo padre e marito, Ugo III,
Il 21 settembre 1174, secondo il documento n° 102 del El cartoral de Santa Maria de Roses (segles X-XIII) (non consultato), Ponzio III assieme alla madre, Jusiana, fecero una donazione al monastero di Santa Maria des Roses, in suffragio dell'anima del rispettivo fratello e figlio, Ugo,
Il 26 gennaio 1184, con il documento n° 5 del El cartoral de Santa Maria de Roses (segles X-XIII) (non consultato), Ponzio III confermò l'imposta sui privilegi di pasca nel tratto di mare tra Sant Llorenç de la Muga e Cap de Creus, in favore del monastero di Santa Maria des Roses, che aveva posto suo nonno Ponzio II ed era stato confermato da suo padre, Ugo III,
Fu un uomo di pace ed anche molto religioso, che fece parecchie donazioni ai vari monasteri già citati ed anche al Monastero di San Quirico de Colera (Monasterio de San Quirico de Colera.
Ponzio ebbe difficoltà economiche e, nel 1193, la contea ebbe a soffrire allagamenti, la carestia e la peste.
Ponzio III ebbe con la chiesa di Girona e fu scomunicato dal vescovo di quella città e, nel 1197, portato in giudizio, a Girona, pare che ebbe buoni rapporti con la monarchia.
Non si conosce la data esatta della morte di Ponzio III, che avvenne nel 1200 circa.

## Matrimonio e discendenza
Ponzio III , si sposò due volte, la prima volta con Adelaida, molto probabilmente figlia del gran siniscalco, Guglielmo Raimondo IV, la seconda con Ermesenda de Peratellada, di cui non si conoscono gli ascendenti.
Dalla prima moglie Adelaida, Ponzio ebbe uno o due figli:
- Ugo († dopo l'aprile 1230), conte d'Empúries,
- Jusiana († dopo il 1255), che sposò Pietro di Cevera

### Fonti primarie
- (LA)  Viage Literario a las Iglesias de Espana, Tome V.

### Letteratura storiografica
- Rafael Altamira, La Spagna (1031-1248), in "Storia del mondo medievale", vol. V, 1999, pp. 865–896